# Conway (Florida)
Conway es un lugar designado por el censo ubicado en el condado de Orange en el estado estadounidense de Florida. En el Censo de 2010 tenía una población de 13.467 habitantes y una densidad poblacional de 1.450,39 personas por km².

## Geografía
Conway se encuentra ubicado en las coordenadas 28°29′48″N 81°20′00″O / 28.49667, -81.33333. Según la Oficina del Censo de los Estados Unidos, Conway tiene una superficie total de 9.29 km², de la cual 8.85 km² corresponden a tierra firme y (4.66%) 0.43 km² es agua.

## Demografía
Según el censo de 2010, había 13.467 personas residiendo en Conway. La densidad de población era de 1.450,39 hab./km². De los 13.467 habitantes, Conway estaba compuesto por el 88.62% blancos, el 3.74% eran afroamericanos, el 0.27% eran amerindios, el 2.21% eran asiáticos, el 0.1% eran isleños del Pacífico, el 2.76% eran de otras razas y el 2.3% pertenecían a dos o más razas. Del total de la población el 16.5% eran hispanos o latinos de cualquier raza.